# Les Aventures de Philibert, capitaine puceau
Pour les articles homonymes, voir Philibert.
Pour plus de détails, voir Fiche technique et Distribution.
Les Aventures de Philibert, capitaine puceau est un film français réalisé par Sylvain Fusée, sorti en 2011. C'est un film d'aventure humoristique qui parodie les films de cape et d'épées des années 1950-1960, notamment ceux où Jean Marais, Gérard Barray ou Errol Flynn tenaient les premiers rôles. Le film est un échec critique et commercial en France.

## Synopsis
Au milieu du XVIe siècle, en Bretagne, dans le royaume de France, Philibert a été élevé par un cultivateur d'artichauts dont il a toujours cru être le fils. Fervent croyant, loyal et idéaliste, Philibert se pense guidé par Dieu, ne voit le mal nulle part et a décidé de conserver sa virginité pour la femme de sa vie qu'il rencontrera tôt ou tard. Un jour, son père à l'agonie lui révèle ses véritables origines : Philibert a été adopté et il est en réalité le fils de Fulgence, comte Bérendourt de Saint-Avoise, un gentilhomme. Or Fulgence a été lâchement assassiné par un Bourguignon, le comte d'Artois, maléfique et machiavélique, reconnaissable à la tache en forme de rose qu'il porte sur le cou. Philibert a été élevé dans le plus grand secret afin d'échapper au comte d'Artois. Il décide de prendre la route pour venger la mort de son véritable père. Dans une forêt, il croise Martin, « un peu voleur et un peu magicien », qui commence par le détrousser avant de devenir tacitement son valet.

## Fiche technique
- Titre : Les Aventures de Philibert, capitaine puceau
- Réalisation : Sylvain Fusée
- Scénario et dialogues : Jean-François Halin et Karine Angeli
- Musique originale : Jean-Louis Bianchina
- Maquillage : Michèle Constantinides
- Costumes : Nathalie Chesnais
- Cascades et chorégraphie des combats : Michel Carliez
- Direction des effets spéciaux : Seif Boutella et Christophe Ferrier
- Image : Régis Blondeau
- Montage : Reynald Bertrand
- Production : Éric et Nicolas Altmayer
- Sociétés de production : Gaumont, Mandarin Cinéma, M6 Films, Okko productions
- Société de distribution : Gaumont Distribution
- Langue : français
- Format : 35 mm, couleur
- Cadrage : 1,85:1
- Durée : 103 minutes
- Son : Dolby Digital
- Date de sortie : France et Belgique : 6 avril 2011
- Date de sortie en DVD : 6 juillet 2011

## Distribution
- Jérémie Renier : Philibert / Eudes Bérendourt de Saint-Avoise
- Alexandre Astier : Clotindre, comte d’Artois
- Élodie Navarre : Inès, comtesse de Bazougues de la Tour en Pendois
- Manu Payet : Martin, valet de Philibert
- Éric Savin : le gratteur / Comédon, membre de l'« Escadron noir » de Clotindre
- Aurélie Montea : Pénélope
- Ludovic Berthillot : Gliture, chef de l'« Escadron noir » de Clotindre
- Vincent Haquin : le Turc, galérien
- Gaspard Proust[1] : le troubadour
- Michel Robin : Le Fillanchiaux, « père » de Philibert, cultivateur d'artichauts breton
- Manu Layotte : le supplicié
- Christophe Salengro : le prêtre
- Brice Fournier : le maître des tortures
- Walter Shnorkell : le comité
- Guillaume Briat : le garde-chiourme
- Yves Gasc : Flaviolles
- Lubomir Vraspir : Rizac, comte de Bazougues de la Tour en Pendois, père d’Inès
- Pascal Stencel : le soldat de guet
- Mathieu Ledoux : Pierrick
- Gérard Thirion : le notaire
- Mauricette Gourdon : Madeline
- Sandy Lobry : Jeannick
- Louise Lourdel : Louison
- Louis de Leusse : Ornave
- Stepanka Petranova : Mirbille
- Michel Bouis : Turpion
- Tomàs Havlik : un soldat au couvent
- Ophélie Bazillou : gourgandine à la robe jaune
- Vanessa Guide : gourgandine à la robe rouge
- Dephine Biard : une serveuse à l’auberge
- Éric Fournol : Tugdüall
- Patrick Dross et Jan Holicek : les membres de l’Escadron noir
- Flavien Tassart et Bretislav Farsky : les galériens
- Blandine Pélissier : la mère supérieure

## Production
Les Aventures de Philibert, capitaine puceau est le premier film réalisé par Sylvain Fusée. Le scénario et les dialogues sont co-écrits par Jean-François Halin et Karine Angeli. Jean-François Halin avait précédemment scénarisé plusieurs films comiques à succès, principalement OSS 117 : Le Caire, nid d'espions en 2006 et sa suite OSS 117 : Rio ne répond plus en 2009, deux films adaptés d'une série romanesque parodiant les romans d'espionnage.
Le rôle de Philibert devait originellement être tenu par Jocelyn Quivrin. À la suite de son décès tragique, le film lui est dédié[réf. nécessaire].
Le film est tourné en France à Landunvez, dans le Finistère, et en République tchèque, à Prague, aux studios Barrandov.

## Accueil critique
Le film reçoit un accueil très mitigé dans la presse française à sa sortie. Le site Allociné donne au film une note moyenne de 2,2 sur 5 basée sur 19 critiques de presse. 
Parmi les critiques les plus favorables, celle de Caroline Vié, dans le quotidien gratuit 20 Minutes, considère Les Aventures de Philibert comme un « pastiche réussi des films de cape et d'épée aux combats tout à fait convaincants » et apprécie la performance des acteurs principaux. 
Plusieurs critiques reconnaissent des qualités au film tout en délivrant des avis en demi-teinte. Dans l'hebdomadaire culturel Télérama, Cécile Mury, favorable sans être enthousiaste, indique que le film n'est « pas une parodie, plutôt un fac-similé gaillard ». Jérémie Rénier est « ouvertement bouffon dans un film d'aventures au douzième degré, pétri de nostalgie fétichiste ». Dans Libération, Bruno Icher remarque lui aussi que « toute la construction du film repose sur une recension intégrale des moments de bravoure des classiques de cape et d’épée tout en adoptant un léger décalage vers le ridicule », selon la recette déjà employée par le même scénariste (Jean-François Halin) pour le genre du film d'espionnage dans les deux adaptations des OSS 117 ; mais le critique estime que « la mayonnaise a parfois du mal à prendre » (il n'apprécie notamment pas les monologues du comte d'Artois) et conclut que le film, en optant pour un pastiche, a endossé à la fois les qualités et les défauts des films auxquels il se réfère. Dans le magazine de cinéma Première, Mathieu Carratier juge que les dialogues et les performances des acteurs sont sans défauts, mais que la réalisation pèche en étirant chaque scène à l'excès, ce qui nuit au rythme du film en lui ôtant l'énergie dont il avait besoin. Même critique dans le journal chrétien La Croix qui estime que le film est victime d'un « gros problème de rythme ».
D'autres critiques sont moins convaincus encore. Dans le quotidien Le Monde, Thomas Sotinel voit dans le film un « pastiche sans panache » : il n'est pas convaincu par les prestations des acteurs principaux en dépit de leur talent reconnu par ailleurs (seule Élodie Navarre lui paraît drôle), ni par l'humour du film, en dépit de qualités telles que « le soin mis à la composition des images, et particulièrement à leurs couleurs très travaillées ». Dans le quotidien Le Parisien, Marie Sauvion accorde au film une étoile sur trois ("On aime un peu") et juge que « les acteurs en font des caisses dans le deuxième degré, l'intrigue patine et le résultat, trop gentil, décroche tout au plus quelques sourires bienveillants ». Le quotidien Ouest France parle d'un « pétard mouillé ». Dans Le Figaroscope, Isabelle Fargette écrit que « le premier film de Sylvain Fusée fait peu d'étincelles ». Dans Le Journal du dimanche, Carlos Gomez estime que « c'est drôle dix minutes » et qu'« un sketch aurait suffi ». Pour Rania Hoballah dans le quotidien gratuit Métro, le film n'est qu'une « parodie ratée et horripilante ».

## Box office
Sorti en France le 6 avril 2011, le film réalisé 47 299 entrées en première semaine et 57 896 sur l'ensemble de sa carrière en salles.